# وقف النقود
وقف النقود هو حبس النقود بكل مفرداتها وأنواعها، سواءً أكانت ذهباً أو فضة أو شيئاً مما عد ثمناً للأشياء والسلع ووسيلة للتبادل، ويجوز وقف النقود لتحقيق المصلحة، بشرط أن يكون الموقوف مالاً منقولا وأن يكون مملوكا في ذاته، وأن يكون الموقوف متميزاً غير مشاع، ومن صور وقف النقود القرض أو السلف أو الإبضاع وغيره، ووقف النقود في محافظ استثمارية، ووقف الإيراد النقدي دون وقف أصله، ووقف احتياطي شركات المساهمة، ويحتاج الوقف النقدي لمؤسسات وقفية تشرف عليها الدولة وتنظم شؤونها، عن طريق إنشاء صناديق وقفية من مجموعة من المؤسسات والجمعيات الوقفية، ويمتاز الوقف النقدي بأّنه يساهم في إنشاء الوقف المشترك أو الوقف الجماعي، ويظلّ أسهل إنجازاً بالنسبة للواقفين، ومن مخاطره، سهولة إضاعته سواء سرقةً أو نهباً أو غصباً، والنقود عرضة لنقص قيمتها أو كسادها.

## مفهوم وقف النقود
النقود: هي المضروب من الذهب والفضة، وتعتبر وسيط للتبادل يلقى قبولًا، والمقصود بالنقدين النقود المسكوكة من الدراهم والدنانير، ويلحق بها ما جدَّ من أوراق نقدية تقوم مقامها في الثمن والقيمة المالية.
وقف النقود: هي وقف النقود بكل أنواعها سواءً أكانت ذهباً أو فضةً أو فيه شيء منهما، أو عملة ورقية أو معدنية، مما عٌد ثمناً وقيمة للسلع، ووسيلةً للتبادل.

## شروط وقف النقود
1. أن يكون الموقوف مالاً منقولاً.
2. أن يكون مملوكاً في ذاته.
3. أن يكون مالاً ثابتاً.
4. أن يكون معلوماً حين وقفه.
5. أن يكون الموقوف متميزاً غير مشاعاً إذا كان مسجداً أو مقبرة.[6][7]

## صورة وقف النقود
1. القرض أو السلف: تقرض النقود لمحتاجيها وتسترد منهم وتقرض لآخرين وهو المنقول عن ابن تيمية، ونقل هو عن مالك صحة وقف الأثمان للقرض.[20]
2. طريقة الإستغلال: كأن تدفع لمن يعمل فيها على سبيل المضاربة مثلاً، وما يعود من الربح يتصدق به على الموقوف عليهم.[21]
3. الإبضاع: وهو دفع المال لمن يتجر به على أن يكون الربح كله لرب المال،[22] وللعامل حصته من الربح أو يكون متبرعا بها،[23] ومع هذا فالتصرف في مال الوقف يستمد أحكامه من التصرف في مال اليتيم،[24] فلا بد من ضمان رأس مال الوقف كرأس مال اليتيم،[25] وروي عن عائشة  أنها أبضعت مال أخيها محمد بن أبي بكر، ويحتمل أنها جعلته من ضمانه عليها، إن هلك غرمته.[3]

## ‌‌التطوير الفقهي لوقف النقود
- وقف النقود في محافظ استثمارية: تقوم هذه الفكرة على فكرة المضاربة، تبناها بعض الفقهاء بينما وأجد فيها البعض نظراً لاختلاط مفهوم المضاربة بالإجارة، وفيه شبهة لدى جمهور الفقهاء.
- وقف الإيراد من دون وقف أصله: أجازه البعض ولكن لم يحبس أصله، وقد لا يخلو من اختلاط رأس المال بالفائدة فيصبح بلاءً قل من يتخلص من شروره وآثامه، فلو تم التخلص من الفائدة والربا، فلا يوجد مانع من وقف احتياطيها.[10]
- وعلى فقهاؤنا المعاصرين أن يوجدوا أشكالاً وقفية جديدة للنقود، بحيث تخلو من الربا أو ما شابه، ليسهم ذلك في تطوير الوقف النقدي مع مراعاة حرمة الشريعة وأحكامها.

## ‌‌إستثمار وقف النقود
هناك أربع صور وقفية جديدة ضمن إطار الوقف الخيري والذري لاستثمار وقف النقود في المناشط العصرية:
1. صور وقفية لتنمية رأس مال الوقف.
2. صور وقفية لتأمين دخل دوري للموقوف عليه لفترة محددة.
3. صور وقفية تهدف لدفعات متساوية لمدة محددة.
4. وقف الشيخوخة والورثة.[10]

وهذه نظم حديثة وُجدت في الغرب، وأراد الباحثون من العلماء المعاصرين أن يوجدوا لها محلاً في الفقه الإسلامي، لاختلاف صيغ الفقه الإسلامي عن القانون الوضعي، ويرى البعض صرف النظر عن هذه المناشط ذات المنشأ الغربي لما يعتريها من مشكلات فقهية تحتاج إلى التخريج.
ويرى أخرون أن من أحسن الطرق الاستثمارية للوقف النقدي إقامة مؤسسات وقفية استثمارية، تقوم بدور الممول بلا فائدة، وتجمع الأموال من الزكاة والصدقات، وتمول مشاريع استثمارية يصرف ريعها في وجوه البر وتحبس أصولها على المؤسسة، ويؤخذ من كل متبرع الإذن بذلك، فإذا أدت المؤسسة أغراضها يتم حلها وتصرف الأموال على الجمعيات، ويشرف على هذه المؤسسات الوزارة أو الجهة الرسمية في الدولة.

## تنمية وقف النقود واستغلاله
تنمية الوقف: زيادة في رأس مال الوقف كإصلاح أرض سبخة لزراعتها أو البناء على أرض وقفية معطلة الفائدة.
استغلال الوقف: استعمال مال الوقف في تحقيق أغراضه كتحضير المسجد للصلاة والمشفى للتمريض.
ومن صور تنمية الوقف حفر بئر في أرض الوقف الزراعية لإصلاحها، ومن ذلك عدم إضافة وقف جديد بزيادة رأس مال الوقف إلا بموافقة الموقوف عليهم لأن حصتهم متعلق بها، إلا ما استثني للضرورة أو للحاجة أو لعموم البلوى.

## إدارة وقف النقود
يحتاج الوقف النقدي الجماعي إلى مؤسسات وقفية تشرف عليها الدولة، وتتكون من مجموعة من الواقفين أو وكلائهم، عن طريق إنشاء صناديق وقفية من المؤسسات والجمعيات الوقفية، فإدارة الوقف النقدي كإدارة أموال اليتامى، ومسؤولية ناظر الوقف وواجباته مستمدة من مسؤولية الأوصياء وواجباتهم، والتصرف في مال الوقف مستمد من التصرف في أموال اليتيم.

## حكم وقف النقود
‌‌جواز وقف النقود لأنه أنفع للناس، والمنع فيه تضييق لأبواب الخير، دون مفسدة تذكر، وإذا حبس المال، ودفع من عوائده لراغبي الزواج، أو لأصحاب الاستثمارات الناجحة، وقدمنا المساعدات للموقوف عليهم على شكل قروض ميسرة تحققت المصلحة، ورفعت الحاجة، وأبقينا على رأس المال، ليدور فترة أطول في منفعة الناس، ولا يجوز لناظر المال أن يدفعه إلى مشاريع ذات مخاطر عالية، حتى يحمى رأس المال من المخاطر العالية، ويحصل على ضمانات شرعية من رهن أو كفيل لاسترداد المال.

## ‌‌آثار وقف النقود
1. إقامة وقفية مكتبة وجائزة، مثل وقفية آل ثاني في قطر.
2. إنشاء المؤسسات الخيرية، مثل مؤسسة الملك فيصل الخيرية وغيرها.
3. رصد جوائز للعلوم والدراسات الإسلامية والعربية الأساسية والتطبيقية، مثل مؤسسة الكويت للتقدم العلمي.
4. تكوين الصناديق الوقفية وهي تجربة كويتية ناجحة، وتحتاج إلى كثير من الدعم والتأييد في البلاد الأخرى.[26]
5. إقامة المراكز العلمية كـ المعهد العالمي للفكر الإسلامي (أسلمة) المعرفة، في واشنطن بالولايات المتحدة.[27]

هذه هي الآثار المرصودة في الوقف النقدي، ولكن آثار الوقف التنموي تتجاوز ذلك مثلاً:
1. أثر الوقف في نشوء المدن وتطورها، وهناك مثالين على ذلك للمقارنة، (وقف سنان باشا ووقف كاتشانيك).[28]
2. إقامة مؤسسات الوقف النقدي التي تسهم في المناشط الثقافة والعلمية المختلفة، وهو ما تحتاجه البلدان العربية والإسلامية.‌‌
3. أثر الوقف في تنمية الثقافة والتراث، ولا سيما وقف النقود الذي يسهم في نشر الوعي، ومن ذلك (كرسي سمير شما لتاريخ المسكوكات والحضارة الإسلامية بــ جامعة اليرموك بالأردن).[28]

## مزايا وقف النقود
1. لا يؤدي إلى تجميد الثروة وحبسها عن الجريان، بخلاف وقف العقار.
2. تأثيره التنموي أكثر من غيره من حيث إسهامه في أنشطة إنتاجية مختلفة أثناء استثماره.[29]
3. تعدد أغراض ومجالات الوقف النقدي، وتتنوع طرق استثماراته مقارنة بوقف العقار كون النقود تتمتع بمرونة عالية من حيث استثمارها.[26]
4. يؤهل الوقف النقدي للوقف الجماعي، وأكثر أهمية ممن الوقف الفردي، لعظم ما يوفره من موارد وأموال وقفية تمكن من إقامة مشروعات خيرية كبيرة.
5. يظلّ أسهل إنجازاً من غيره، لوفرة النقد (قليل أو كثير) لدى معظم الناس، على خلاف الحال في الأراضي والعقارات، فليس كلّ الناس يملكونها أو تتوفّر لديهم.
6. يراكم رؤوس الأموال، ويمكّن من إنشاء مشاريع وقفية كبرى أكثر سعةً وفعالية، من خلال زيادة عدد الموقفين، ويفسح لدخول الأوقاف مجالاً أوسع من الأنشطة الإنتاجية المختلفة، نظراً لقدرة النقود على النفوذ في جميع أشكال الإنتاج والاستثمار.[26]
7. يساهم وقف النقود في إنشاء الوقف الجماعي، وسيتمكّن صغار المالكين من المشاركة في مشاريع وقفية فضلاً عن المتوسّطين والكبار، من خلال المساهمة النسبية في رؤوس الأموال الوقفية.[29]

## مخاطر وقف النقود
1. عدم تنميتها: لم تعد النقود ذهباً وفضة لتظل محافظة على قيمتها، بل أصبحت عملة ورقية اكتسبت قيمتها بالاعتبار، وللحفاظ على قيمتها الشرائية لا بد من تحريكها، حتى يغطي نماؤها نقص قيمتها المتتالية على أقل تقدير، إن لم يحقق لها نماءً ليزداد نفعها.
2. تضخمها: زيادة النقود على حاجة المعاملات، أو زيادة الطلب الاستهلاكي على العرض نتيجة التوسع في الإصدار النقدي الجديد، أو التوسع في الائتمان الصيرفي والذي يترتب عليه ارتفاع في الأسعار، وانخفاض قيمة النقود.
3. ضعف تحري الدقة في صرفها: ويعتبر تفريطاً من نظار الوقف يوجب عليه أمرين: ضمانه، عزله لعدم كفايته.
4. تعرضها للضياع: لأنها خفيفة الحمل يسهل سرقتها أو نهبها أو اختلاسها، لضعف الوازع الديني والرقابي، وعلاج ذلك بأمرين:
  - تربية المهابة في نفوس الناس بأمر الوقف.[12]
  - تفعيل الرقابة والحفظ والصيانة لهذا المال.[30]
5. تلاشيها أو نقصها: فإذا كانت موقوفة لإقراض المحتاجين، فسوف يؤدي ذلك لتلاشيها، لأن المقترض قد لا يردها أو لا يرد بعضها حتى تتلاشى، وهناك وسائل لدفع هذه المخاطر، أو التقليل منها، بالقيام بتدابير وقائية للحيلولة دونها، مثل:[3]
  - أخذ رهن أو ضامن بذلك.
  - اللجوء إلى استقطاع ذلك من راتب الموظف المقترض.
6. في حال إذا وقِفت النقود للمضاربة، قد يفضي إلى تلاشيها، وحتى مع الأخذ بالاحتياطات فإن المضاربة، لا تخلو من المخاطر والخسارة.[7]

## وصلات خارجية
- الوقف النقدي مدخل لتفعيل دور الوقف في حياتنا المعاصرة
- وقف النقود حقيقته، وحكمه، وطرق وضوابط استثماره
- الوقف وحفظ مقاصد الشريعة